# Агустін Педро Хусто
Агусті́н Пе́дро Ху́сто Роло́н (ісп. Agustín Pedro Justo Rolón; 26 лютого 1876, Консепсьйон-де-Уругвай — 11 січня 1943, Буенос-Айрес) — аргентинський політик та військовик, президент Аргентини протягом «Безславної декади» з 20 лютого 1932 по 19 лютого 1938 року.
Хусто брав участь у заколоті 1930 року та був обраний президентом 8 листопада 1931 року, підтриманий політичною групою, що сформувалася на основі Конкордансії, альянсу Національної Демократичної партії (ісп. Partido Demócrata Nacional), Радикального громадянського союзу (ісп. Unión Cívica Radical) і Незалежної соціалістичної партії (ісп. Partido Socialista Independiente).
Його правління характеризувалося успіхами на зовнішньополітичному фронті, переважно завдяки міністру закордонних справ Карлосу Сааведрі Ламасу, проте проти уряду постійно висувалися звинувачення в корупції та засиллі іноземних інвесторів (зокрема британських) в економіці країни. Також під час президентства Хусто був заснований Національний банк Аргентини та введений загальний податок на прибуток.